# Stazione di Cupramarittima
La stazione di Cupramarittima è una stazione ferroviaria posta sulla ferrovia Adriatica. 
Serve il centro abitato di Cupra Marittima.